# Paul Gauguin
Eugène Henri Paul Gauguin, francoski slikar, * 7. junij 1848, Pariz, Francija, † 8. maj 1903, Atuana Hiva-Oa, Polinezija.

## Življenje
Gauguin, ki se je rodil kot Eugène Henri Paul Gauguin, je bil predstavnik impresionizma ter simbolizma.
Leto po Gauguinovem rojstvu se je njegova družina preselila v Peru. Med potovanjem je oče umrl in mati je z otrokom našla zatočišče pri sorodnikih v Limi. Leta 1855 sta se vrnila v Francijo - v Orleans, kjer je Gauguin med letoma 1859 in 1865 začel svoje izobraževanje. V naslednjih letih je opravljal razna dela na trgovskih ladjah, pri 18 letih odšel na potovanje okoli sveta in pri 20 letih sodeloval v vojni mornarici kot mornar (matros) na korveti »Jerome Napoleon«. Ob vrnitvi v Pariz se je njegovo življenje nenadoma spremenilo, saj je postal uspešen in bogat borzni posrednik. Njegov podpornik, Gustave Arosa, premožen zbiralec umetnin, mu je predstavil impresioniste. Medtem ko se je med tednom ukvarjal s posli, je svoj prosti čas posvečal slikanju s Paulom Cezanneom in Camillom Pisarrom, slednji je kasneje postal njegov učitelj. 22. novembra 1872 se je poročil z Danko Mette Sophie Gad, s katero je imel pet otrok: Emile, Aline, Clovis, Jean-Renè in Pola.
Leta 1884 se je Gauguin s svojo družino preselil v København, kjer je poskušal nadaljevati svojo kariero pri ženinih starših, ki so imeli v lasti tekstilski obrat, a brez uspeha. Odločil se je, da bo ves svoj čas posvetil slikanju in se leta 1885 vrnil v Pariz, družino pa za vedno zapustil na Danskem pri ženinih starših.
Leta 1887 se je prvič odpravil na umetniško potovanje in nekaj mesecev preživel v Panami in na Martiniqueu. Domov v Francijo ga je pregnala malarija in revščina, s seboj pa je prinesel mnogo tam narejenih slik. Odšel je v tedaj odročno Bretanijo in začel razvijati svoj slog.
V letu 1891 je bil sicer že uveljavljen a še vedno reven, zato je odpotoval na Tahiti, kasneje pa, predvsem zaradi kroničnega pomanjkanja finančnih sredstev, na Markeške otoke, kjer je preživel večino svojega preostalega življenja in se v Francijo vrnil le enkrat leta 1893. Po dveh letih razočaranj se je vrnil na Tahiti. Bil je bolan, mučila ga je neznana oblika sifilisa, zato je bil večkrat v bolnišnici. Opravljal je nepomembna dela, udejstvoval se je v lokalni politiki in novinarstvu. Leta 1901 je dokončno pobegnil iz civilizacije na Markeške otoke.
Zaradi srčnega infarkta je umrl 8. maja 1903. Pokopan je v pokopališču Atuona, na otoku Hiva Oa (Markeški otoki) v Francoski Polineziji). Nedaleč stran je pokopan belgijsko-francoski šansonjer Jacques Brel.

## Delo
Preden je našel svoj slog je slikal je v slogu impresionizma, ki je bilo tedaj v veljavi in so ga učili njegovi prijatelji in učitelji, kot Camille Pissarro. Njegove slike iz tega časa kažejo značilnosti tega sloga (zabrisane oblike in tehnike, različne čiste barve s številnimi majhnimi potegljaji s čopičem). najraje je slikal pokrajine. Edini Gauguinov akt iz tega obdobja je Suzanne in je posledica občudovanja slikarja Edgarja Degasa.
Po potovanju na Karibe leta 1888 je Gauguin začel razvijati nov in neodvisen slog. Leta 1891 je že pokazal svoj vizualni jezik, ki ga ni spremenil do konca svojega življenja. Njegove slike so polne čustev in razmišljanj. V pismu svojemu prijatelju Schuffeneckerju 14. avgusta 1888 je zapisal: »Ne slikaj preveč podobno naravi. Umetniško delo je abstrakcija. Vzemi iz narave, potem razmišljaj in sanjaj o njej.« V literaturi tak slog pogosto imenujejo postimpresionizem, tudi kot sintetizem, simbolizem ali primitivizem. Da bi povečal učinek svojih slik, Gauguin uporablja poenostavitve. Poenostavi obliko ljudi in stvari. Njegove barve niso nujno odraz tistih v naravi (roza plaža, turkizno zeleno morje, rumen pes,...) še posebej to velja za njegove slike iz Južnih morij, kjer uporablja zelo svetle ali kontrastne barve. Njegove slike so sčasoma postale močno dvodimenzionalne in so imele zato le dekorativen učinek.
Kot njegovega prijatelja Vincenta Van Gogha, s katerim je v Arlesu slikal devet tednov, je tudi Paula Gauguina mučila depresija in enkrat je poskusil samomor. Impresionizem ga je razočaral - menil je, da je tradicionalno evropsko slikarstvo postalo preveč posnemovalno in mu je primanjkovala globina ter simbolizem. Nasprotno sta se mu zdeli afriška in azijska umetnost polni mističnega simbolizma in energije. V njegovih slikah iz tistega obdobja so oblike prikazane kot obsežne ploskve bogate barve, obrobljene z zavitimi črtami.
Gauguinovo slikanje je bilo odprto za različne vplive. Na svojih potovanjih v Južnem morju je zbral obsežno zbirko reprodukcij umetniških del in umetniških razglednic, katerih motive je uporabljal v svojih slikah. Taka je na primer podoba ženske na sliki La Orana Maria (Zdrava Marija)(1891), ki jo pripisujejo stenskemu reliefu templjskega kompleksa Borobudur na Javi.
Tematika na Gauguinovih slikah je preprosta in najpogosteje odraža enostavno življenje. Čeprav je dolgo živel v Parizu, ni slikal mestnega življenja. Raje je imel Bretanijo in kasneje tropske kraje. Najbolj je seveda posznan po svojih slikah z motivi iz Južnega morja. S svojimi svetlimi barvami, bujnim zelenjem, barvito in pomanjkljivo oblečenimi ljudmi, je prikazoval eksotični raj, ki ga je sanjal kot slikar, a zaman iskal vživljenju. Cela vrsta slik priča o tem, da se je Gauguin ukvarjal tudi z vprašanji vere in teozofije. O tem govorijo slike Boj Jakoba z angelom (1888), Duh umrlega, pazi! (1892), Božji Sin (1896), Od kod prihajamo? Kdo smo? Kam gremo? (1897).
Potem, ko se je razočaran umaknil iz impresionizma je navdih našel pri bujnem načinu življenja na Tahitiju, kjer so nastale umetnine, kot so Ženski na obrežju (1891; poimenovana tudi Ženske Tahitija), Bretonske delavke (1894), Arearea (Radost) (1892), Spravilo morskih halog (1889), Nirvana (1890)...
Njegove znamenite Bretonske delavke so nastale po navdihu Tahitija, kot vrelca življenja in prostosti. Dela, polna skoraj religioznega simbolizma in sočutja do otoških domorodcev, je Gauguin pošiljal naprodaj v Pariz. 
Paul Gauguin se je občasno ukvarjal tudi s keramiko in lesenimi rezbarijami. Pozimi leta 1886/87, ki ga je preživel v Parizu, je pod vodstvom prijatelja keramika izdel skulpture in posode iz gline. Navdih je našel v pododah, ki jih je srečal kot otrok v Peruju. Med bivanjem v Južnem morju je izdeloval lesene reliefe in kipe z lokalno motiviko. 
- Arearea
- Bretonske delavke
- Umivajoči
- Bretonska vas v snegu
- Umivajoči bretonski dečki
- Ob morju
- Barbarske pripovedke
- Sadna drevesa v Vauguirardu
- Opoldanski počitek
- Pot v vas
- La belle Angèle